# ジェムチュク (防護巡洋艦)
| 竣工時の「ジェームチュク」 | |
| 艦歴                       | |
| 発注                       | サンクトペテルブルクネフスキー造船所 |
| 起工                       | 1902年6月1日 |
| 進水                       | 1903年8月14日 |
| 就役                       | 1904年8月29日 |
| 退役                       | |
| その後                     | 1914年10月28日に戦没 |
| クラス名                   | イズルムート級防護巡洋艦 |
| 性能諸元                   | |
| 排水量                     | 常備：3,380トン 満載：3,360トン |
| 全長                       | 112.0m |
| 水線長                     | 105.9m |
| 全幅                       | 12.8m |
| 吃水                       | 5.3m |
| 機関                       | ヤーロー式石炭専焼水管缶16基 +直立型三段膨張式三気筒レシプロ機関3基3軸推進                                                                            |
| 最大 出力                  | 17,000hp |
| 最大 速力                  | 25.0ノット |
| 航続 距離                  | 20ノット/710海里 12ノット/2,099海里 |
| 燃料                       | 石炭：-トン（満載） |
| 乗員                       | 330名 |
| 兵装                       | カネー 1892年型 12cm（45口径）単装速射砲8基 オチキス 4.7cm（23口径）単装機砲6基 オチキス 3.7cm（23口径）五連装ガトリング砲2基 45.7cm単装魚雷発射管3門 |
| 装甲                       | 甲板：30mm（平坦部）、51mm（傾斜部） 主砲防盾：25mm（最厚部） 司令塔：45mm（最厚部）                                                                  |

ジェムチュク (ロシア語: Жемчуг) はロシア海軍の防護巡洋艦。イズムルート級。艦名の意味は真珠。

## 艦歴

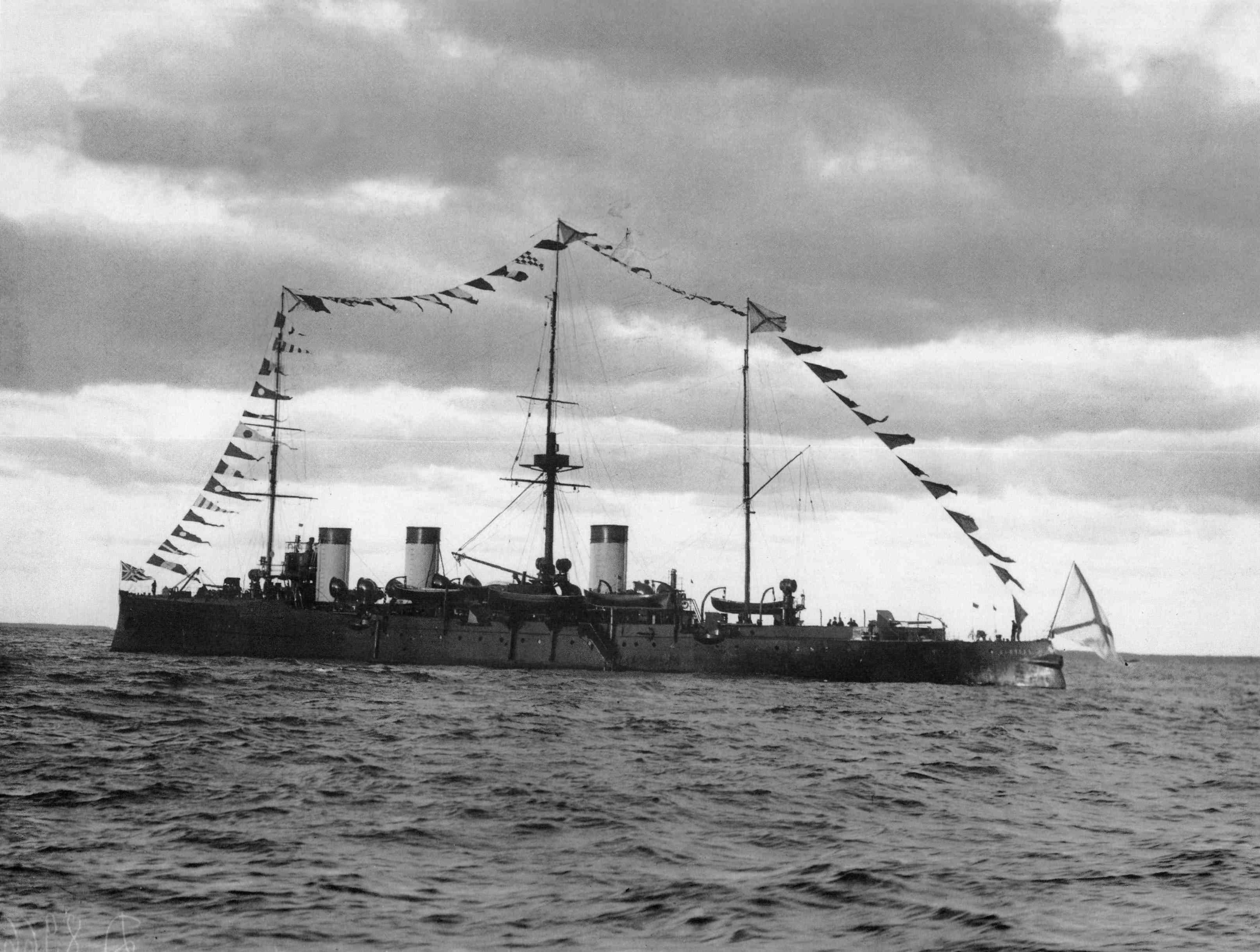
1904年にタリン港で撮られた「ジェムチュク」

「ジェムチュク」は、日本海軍により満州や朝鮮におけるロシアの支配に対してもたらされる脅威の増大に対抗するため、旅順およびウラジオストクを拠点とする太平洋艦隊の増強計画の一部として発注された。サンクトペテルブルクのネフスキー造船所で1902年6月1日にアレクセイ・アレクサンドロヴィチ大公の出席の元起工。しかし、巡洋艦「ノヴィーク」の建造が優先されたため「ジェムチュク」の建造は遅れた。
1903年8月14日、皇帝ニコライ2世の出席の元で進水。11月に起きた洪水や12月の吹雪などにより建造の遅れは続いたが、1904年に日露戦争が始まると建造は大幅に加速された。1904年7月26日に投錨のテストが完了し、8月5日には速度試験が実施された。「ジェムチュク」は1904年8月29日に就役し、太平洋艦隊の第2太平洋艦隊に配属された。1904年9月27日、ニコライ2世の出席するレバル沖での艦観式に参加。その翌日、極東に向け出発した。

## 日露戦争

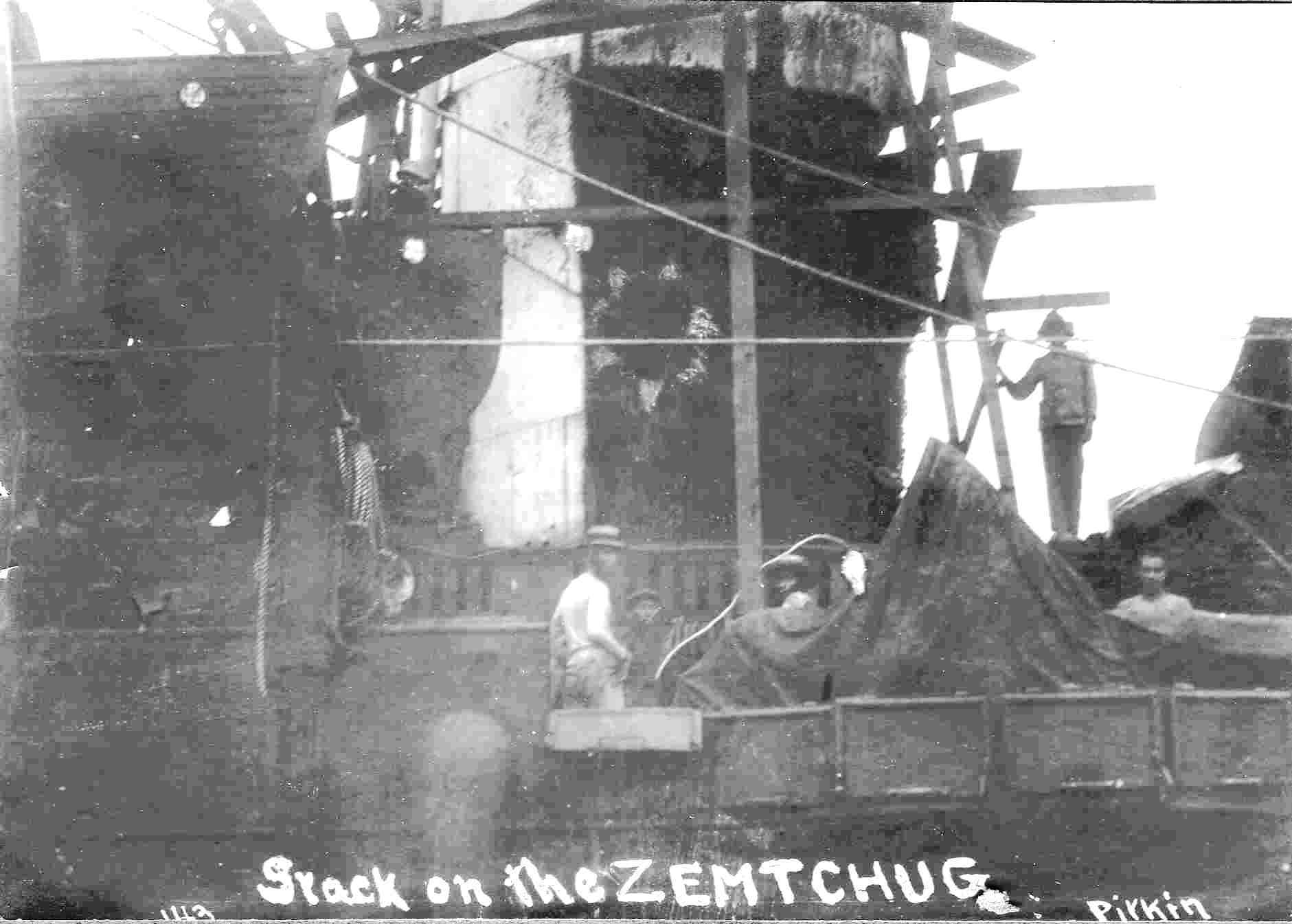
日本海海戦での「ジェムチュク」の被害の様子。1905年6月、マニラ湾で撮影。

ジノヴィー・ロジェストヴェンスキーが指揮し、「ジェムチュク」も属する第2太平洋艦隊は日本軍の包囲下にある旅順の救援を意図していた。途中のタンジールで「ジェムチュク」は本体と別れ、スエズ運河を通過してマダガスカルで再び合流した。インド洋通過中「ジェムチュク」は主力艦隊の斥候として働き、しばしば分派された。航海中の艦内の状況は最悪であった。航海のため過積載された石炭は乗員の部屋にも積まれ、また乗員は不慣れな熱帯の暑さに苦しんだ。食事や衛生状態も悪く、機械は頻繁に故障した。マダガスカル沖で一人の乗組員があばれ、射殺された。
1905年5月27、28日、「ジェムチュク」はエンクウィスト提督の巡洋艦隊の一員として日本海海戦に参加した。「ジェムチュク」は日本艦隊に対して最初に発砲した艦の1隻である。「ジェムチュク」は戦闘で17発被弾し大きな損害を受けた。乗員12名が戦死し、32名が重傷を負った。何とか逃走に成功した「ジェムチュク」は巡洋艦「アヴローラ」や「オレーク」とともに5月21日に中立港のマニラに着き、5月25日から戦争終結まで抑留された。
「ジェムチュク」は1905年10月に修理され現役に復帰した。

## シベリア小艦隊で
1905年のロシア第一革命では「ジェムチュク」乗員も反乱をおこし、ウラジオストクの暴動に加わった。動揺が抑えられると乗員は逮捕され軍法会議にかけられた。
1905年から1910年まで「ジェムチュク」はウラジオストクを母港としていたが、修理が十分ではなく短期間の哨戒や時々行う朝鮮、日本、中国への航海しかできなかった。1910年の大半は整備に費やされ、1911年にはシベリア小艦隊の旗艦になった。1912年には予備役となり、1913年から1914年まで上海の外国人居留地や長江でロシア国民や経済権益を守る警備艦となった。1914年5月、「ジェムチュク」はウラジオストクに戻り、男爵のI. A. Cherkassov司令官が艦長となった。

## 第一次世界大戦

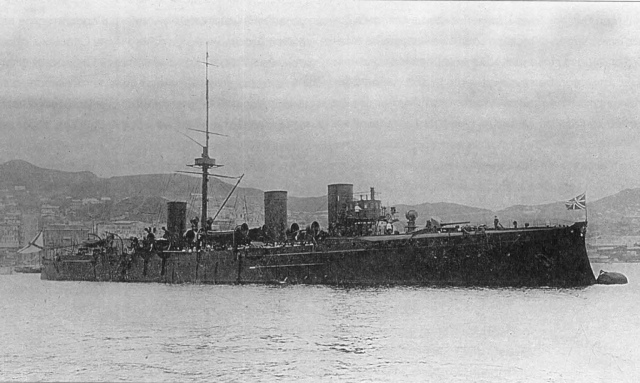
1913年に上海で撮られた「ジェムチュク」

第一次世界大戦が始まると「ジェムチュク」は、ドイツ東洋艦隊追跡にあたる連合国（イギリス・フランス・日本）統合任務部隊の一員となり、ベンガル湾で日本の防護巡洋艦「筑摩」と共に活動した。1914年10月28日、ペナンに停泊していた「ジェムチュク」はドイツ防護巡洋艦「エムデン」から攻撃を受けた。

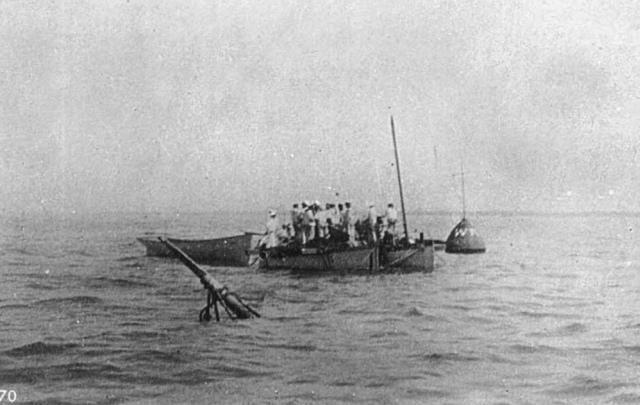
撃沈されてマストのみ出した「ジェムチュク」

この時、「ジェムチュク」は修理とボイラーの清掃のため10月26日にペナンに到着していた。連合軍の艦隊司令官Martyn Jerramの忠告に反し、Cherkassovは大半の乗員に上陸許可を与え、すべての魚雷の信管をはずし、甲板状に保管された12発をのぞき砲弾は全てしまいこまれた。Cherkassovは婦人の友人と共にジョージタウンのイースタン＆オリエンタルホテルにいた。艦に残っていた乗員も見張りはせずパーティーを開いていた。「エムデン」はイギリス軍艦に偽装してペナンに現れ、それからドイツの軍艦旗を掲げて至近距離から「ジェムチュク」に対して主砲と魚雷で攻撃した。魚雷は艦尾煙突付近に命中し、艦尾の砲を破壊した。「ジェムチュク」乗員は前部の砲で反撃を試みたが、港内の味方商船に当ててしまった。続いて「エムデン」からの2発目の魚雷が司令塔の側面部に命中し、「ジェムチュク」は分断された。爆発により乗員89名が死亡して143名が負傷し、「ジェムチュク」はすぐに沈没した。
ウラジオストクで開かれた軍法会議で、Cherkassovは重過失の罪で禁固3.5年となった。また副長Kulibinも禁固18ヶ月となった。刑期は皇帝により後に10ヶ月に減刑されたが、二人は階級や勲章、ロシア貴族としての地位を剥奪された。死者のうち82名はペナンに埋葬されたが、残りの7人の遺体は発見されなかった。
1914年12月に巡洋艦「オレーク」により「ジェムチュク」の12cm速射砲が引き上げられた。その後、「ジェムチュク」は1920年代にイギリスの業者により引き揚げられ、解体された。